# Loveland Park
Loveland Park – jednostka osadnicza w USA, w stanie Ohio, w hrabstwie Warren. Według danych z 2000 roku miejscowość miała wtedy 1799 mieszkańców.